# Puig del Mas d'en Vinyes
El Puig del Mas d'en Vinyes és una muntanya de 801 metres que es troba al municipi d'Arbolí, a la comarca catalana del Baix Camp.